# Commissione delle istituzioni politiche del Consiglio nazionale (Svizzera)
La  Commissione delle istituzioni politiche del Consiglio nazionale CIP-N (in tedesco Staatspolitische Kommission des Nationalrates SPK-N, in francese Commission des institutions politiques du Conseil national CIP-N, in romancio Cumissiun d'instituziuns politicas dal Cussegl naziunal CIP-N) è una commissione tematica del Consiglio nazionale della Confederazione elvetica. È composta da 25 membri, di cui un presidente e un vicepresidente. È stata istituita il 25 novembre 1991.

## Funzione
La commissione si occupa dei seguenti temi:
- Organizzazione e procedure del Governo e dell’Amministrazione federale
- Diritto parlamentare (fatte salvi temi/competenze specifici degli Uffici)
- Separazione dei poteri, ripartizione delle competenze tra le autorità federali (incluso controllo costituzionale delle leggi)
- Personale federale
- Relazioni tra la Confederazione e i Cantoni (questioni generali e istituzionali, garanzia delle costituzioni cantonali)
- Diritti politici
- Ruolo dello Stato nella formazione dell’opinione
- Diritto di cittadinanza
- Documenti d’identità
- Diritto in materia di stranieri
- Diritto in materia d’asilo
- Protezione dei dati
- Rapporti tra Stato e religione